# Bergbau- und Stadtmuseum Stadt Weilburg an der Lahn
Das Bergbau- und Stadtmuseum Stadt Weilburg an der Lahn ist ein bergbau- und stadthistorisches Museum in Weilburg im Landkreis Limburg-Weilburg (Hessen). Es befindet sich seit Februar 1949 im ehemaligen Kanzleigebäude des Weilburger Schlosses, einem Bauwerk des Barock. Darunter befindet sich das Schaubergwerk. Auf einer Länge von 200 Metern sehen die Besucher Abbau, Fördereinrichtungen, Schacht- und Streckenausbau mit betriebsbereiten Originalmaschinen. Die Ausstellung im Erdgeschoss zeigt den Bergbau in der Region: Eisenerz-, Schiefer-, Phosphorit- und Marmorabbau sowie Tongewinnung.
Die ganze erste Etage widmet sich der Stadtgeschichte. Von der Ersterwähnung Weilburgs im Jahr 906 bis  in die Gegenwart spannt sich der Bogen in einem chronologischen Rundgang mit Exponaten, Bildern und erklärenden Texten. Hier begegnen die Besucher zum Beispiel Konrad, dem ersten deutschen König, und dem ersten Präsidenten der Frankfurter Nationalversammlung Heinrich von Gagern. Zu den Exponaten gehören Funde der Vor- und Frühgeschichte, eine Schandmaske und ein Richtbeil, eine vollständige  Apotheke, eine Schmetterlingssammlung, Öfen und Ofenplatten sowie Zeugnisse der ersten Luftfahrt in Deutschland. In einer Schaubibliothek sind kostbare Bücher ausgestellt, unter anderem eine der wenigen kompletten Sammlungen der Merian-Stiche aus dem 17. Jahrhundert.

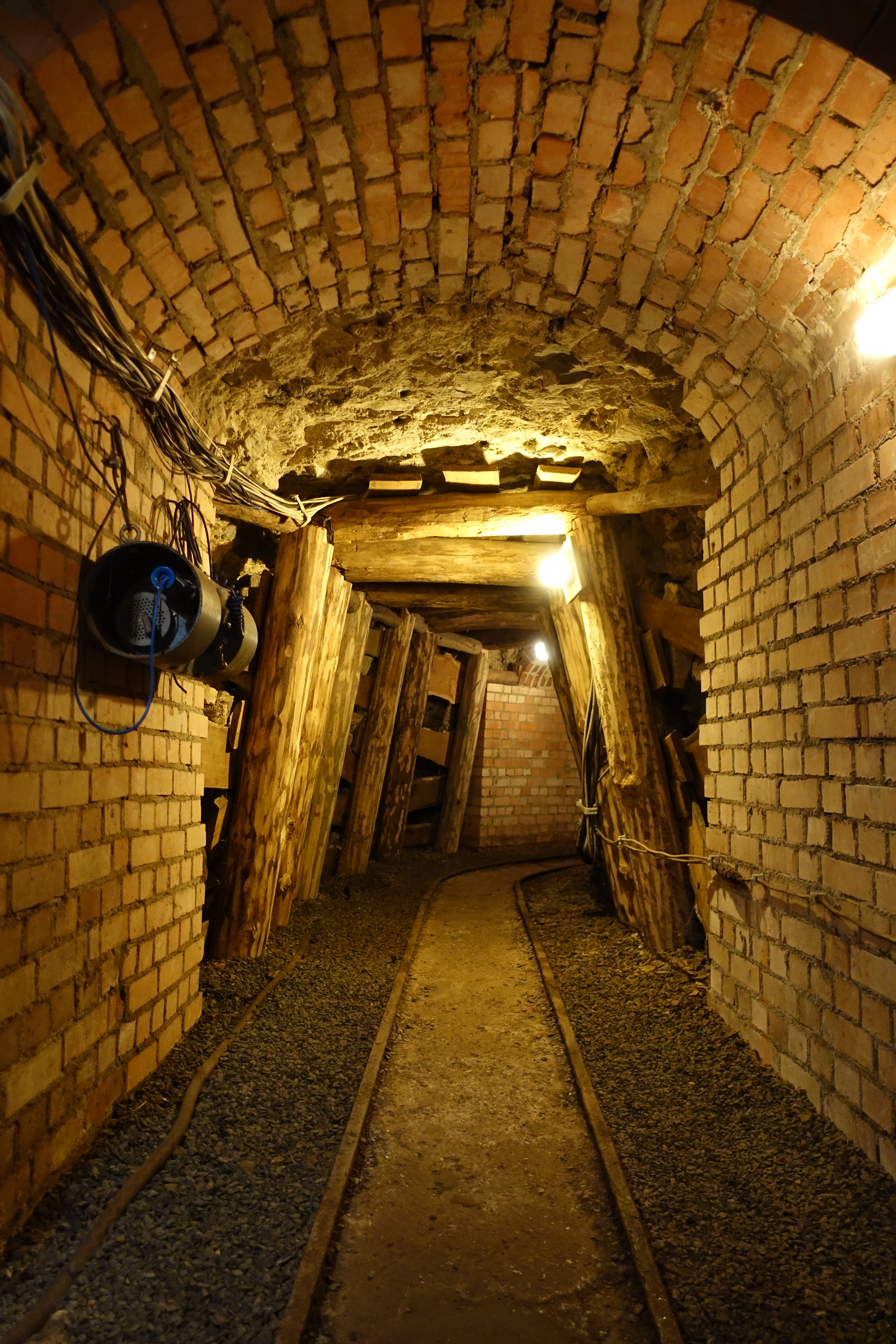
Tiefer Stollen
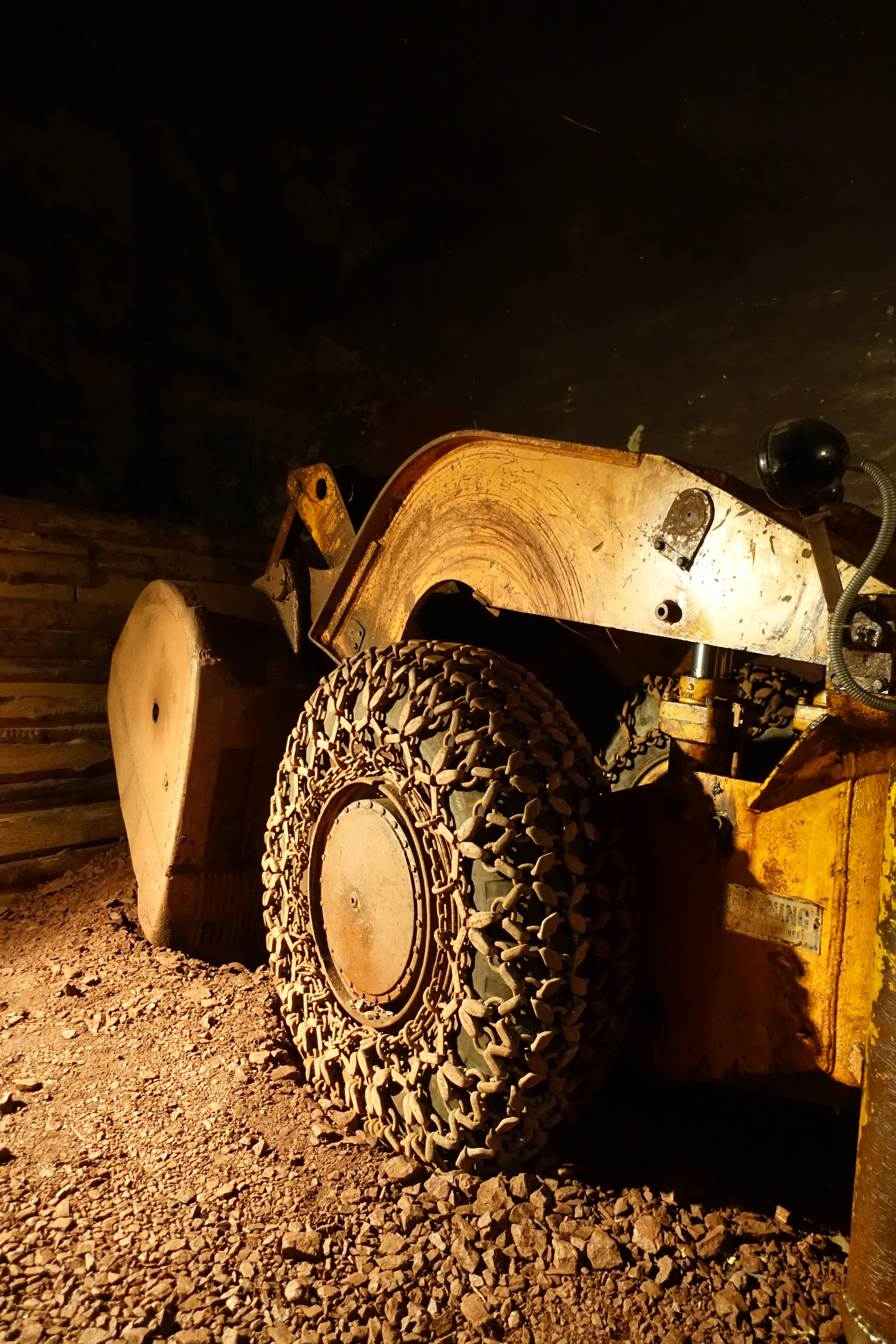
Schaufellader
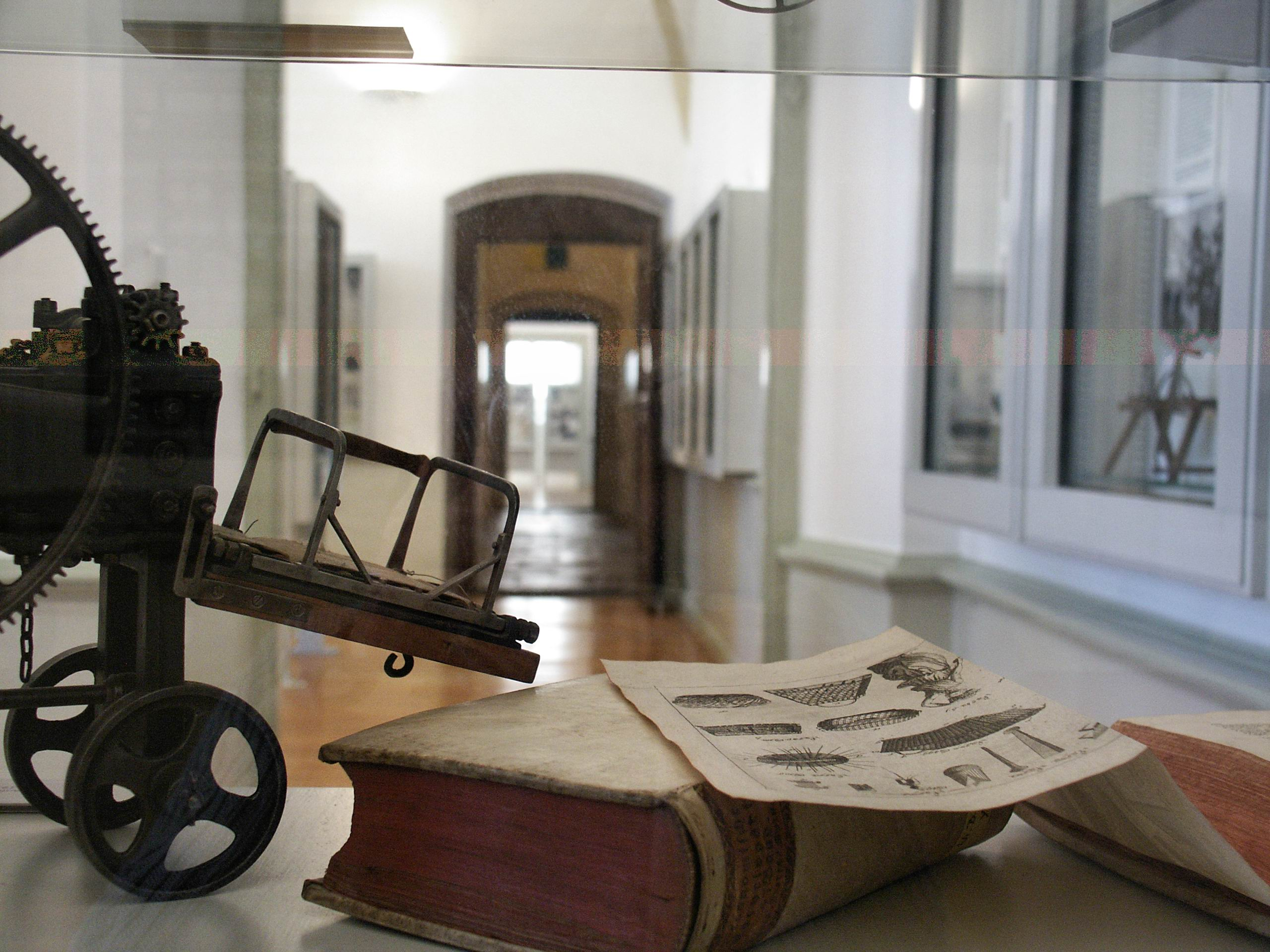
Blick durch Vitrine

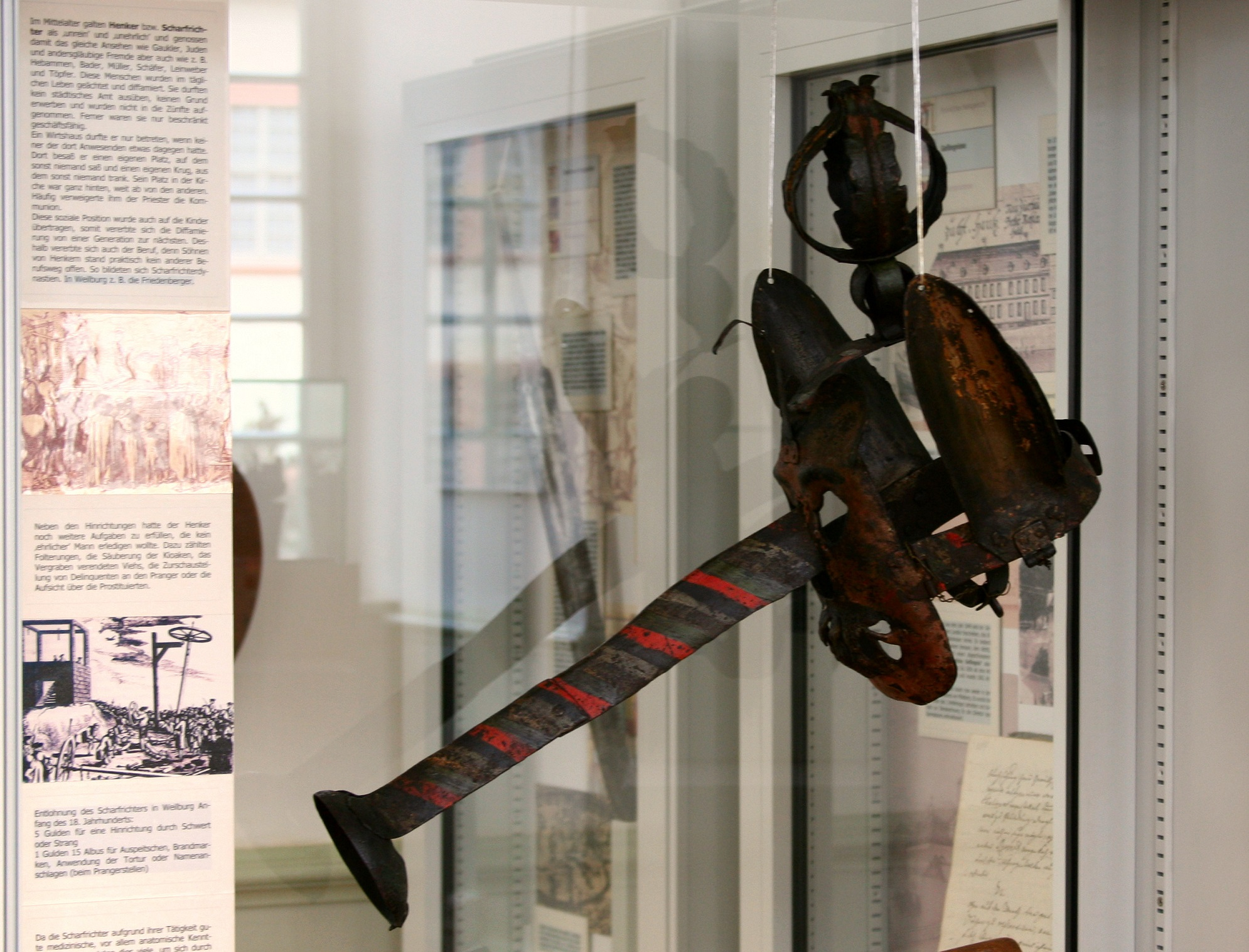
Schandmaske

Im „Kleinen Kabinett“, einem Raum für Sonderausstellungen, wechseln die Ausstellungen alle sechs bis acht Wochen. Gezeigt werden Bilder, Skulpturen, Geschichtliches, Exponate des Chinesischen Papierschnitt-Museums Weilburg oder aus den eigenen Sammlungen und Stiftungen. Einen besonderen Stellenwert hat die zeitgenössische Malerei; die Kommune verleiht den „Kunstpreis der Stadt Weilburg“.

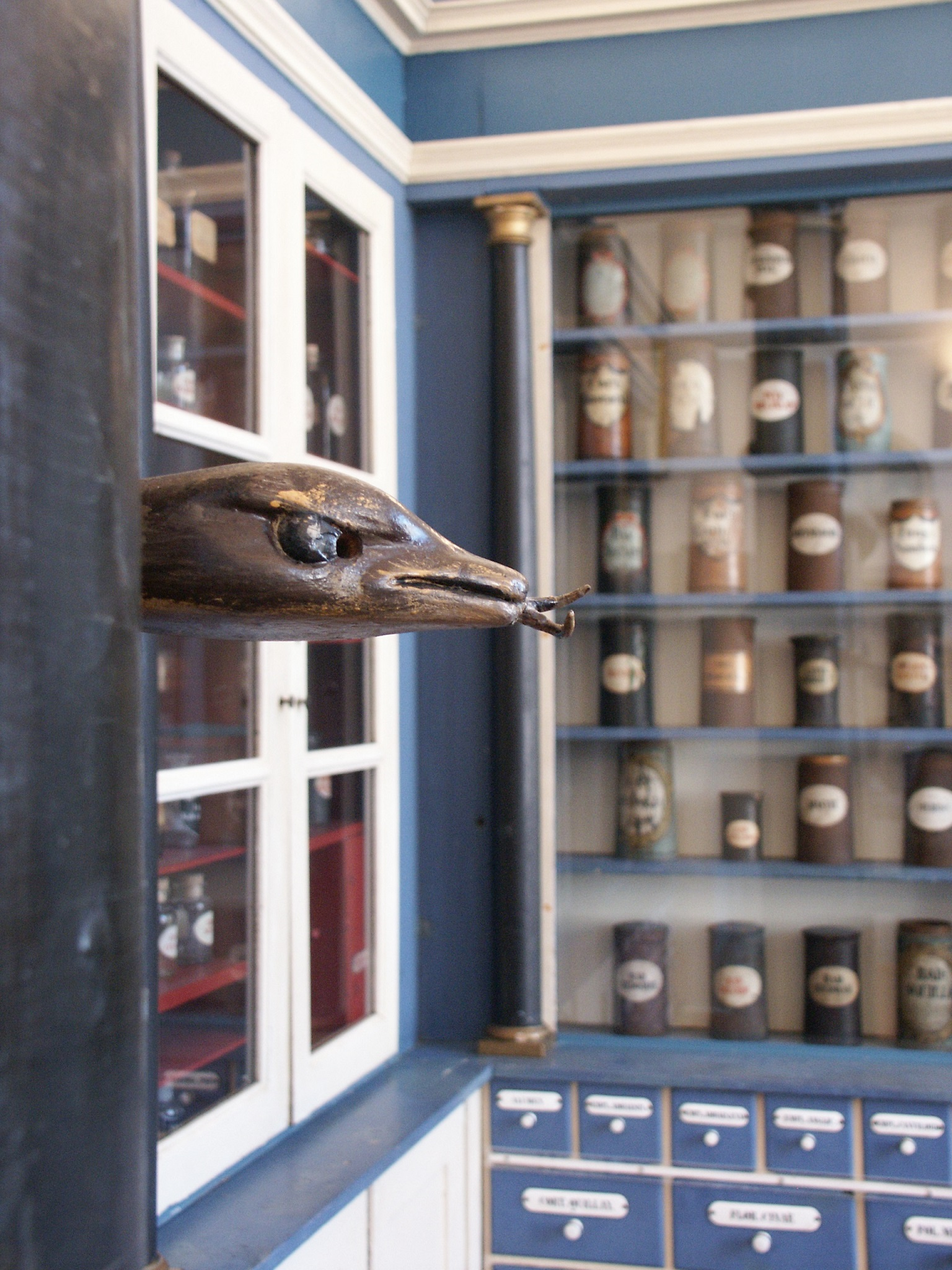
Einrichtung Amtsapotheke zum Engel